# 935년

## 연호
- 후당(後唐) 청태(淸泰) 2년
- 요(遼) 천현(天顯) 10년
- 후백제(後百濟) 정개(政開) 36년
- 일본(日本) 조헤이(承平) 5년
- 남한(南漢) 대유(大有) 8년
- 양오(楊吳) 대화(大和) 7년 / 천조(天祚) 원년
- 민(閩) 영화(永和) 원년
- 후촉(後蜀) 명덕(明德) 2년

## 기년
- 후당(後唐) 말제(末帝) 2년
- 요(遼) 태종(太宗) 9년
- 신라(新羅) 경순왕(景順王) 9년
- 고려(高麗) 태조(太祖) 18년
- 후백제(後百濟) 견훤(甄萱) 정개 44년 / 신검(神劍) 원년

## 사건
- 신라의 경순왕이 태조에게 글을 보낸 다음 송악으로 가서 왕건에게 투항함. 56대 992년 만에 멸망하다.
- 후백제의 견훤이 고려로 귀순한 다음 왕건에게 투항함.
- 신라의 수도였던 서라벌이 경주로 개칭되었다.

## 사망
- 상주(尙州)의 성주(星州) 아자개(阿慈介)
- 후백제(後百濟)의 태자(太子) 견금강(甄金剛)
- 후백제(後百濟)의 문인(文仁) 최승우